# Diego Torres (Fußballspieler)
Diego Torres, vollständiger Name Diego Martín Torres Ferulo, (* 12. Juni 1992 in Chamizo) ist ein uruguayischer ehemaliger Fußballspieler.

## Karriere
Der 1,92 Meter große Torhüter Torres gehörte in der Spielzeit 2011/12 dem Erstligakader Nacional Montevideos an, kam aber in der Primera División nicht zum Einsatz. Ende August 2013 wurde er an den Zweitligisten Club Atlético Torque ausgeliehen. Dort bestritt er in der Saison 2013/14 17 Partien in der Segunda División. Nachdem er im August 2014 zunächst zu Nacional zurückgekehrt war, wurde er bereits vier Wochen später erneut verliehen. Aufnehmender Verein war dieses Mal der Erstligaabsteiger Miramar Misiones. Bei dem ebenfalls in Montevideo beheimateten Klub absolvierte er bis Jahresende vier Zweitligaspiele. Nach der Apertura führte sein Weg ab Januar 2015 abermals zu Nacional zurück. Ein Erstligaeinsatz ist für ihn dort in der Clausura 2015 allerdings nicht verzeichnet. Mitte Juli 2015 wurde er sodann erneut ausgeliehen. Aufnehmender Verein war dieses Mal LDU Portoviejo aus Ecuador. Ende Februar 2016 schloss er sich dem uruguayischen Zweitligisten Club Atlético Atenas an und lief bis Saisonende achtmal (kein Tor) in der Segunda División auf. Anfang Juli 2016 wechselte er zum Orsomarso SC nach Kolumbien. Dort kam er insgesamt achtmal in der Liga zum Einsatz. Er wechselte 2017 zurück zu Miramar Misiones in die zweite uruguayische Liga, wo er bislang (Stand: 17. Oktober 2018) in 29 Ligaspielen auf dem Platz stand.